# Гомес Пагола, Агустин
Агусти́н Го́мес де Сегу́ра Паго́ла (исп. Agustín Gómez de Segura Pagola; 18 ноября 1922, Рентериа, Страна Басков — 16 ноября 1975, Москва) — советский футболист, центральный и левый защитник, тренер. Мастер спорта СССР (1949). Заслуженный мастер спорта СССР (звание присвоено 17 января 1952 года).

## Биография
Баск по национальности, был капитаном юношеской сборной Басконии, в СССР оказался в результате гражданской войны в Испании, будучи одним из детей, эвакуированных в СССР.
Приехав в Москву, играл за детские и юношеские команды Дома испанской молодёжи. В дальнейшем выступал за команду фабрики «Красная Роза» (1940—1941), «Крылья Советов» Москва (1944—1946). Игрок ФК «Торпедо» Москва с 1947 по 1954 год (185 матчей). Выступал за донецкий «Шахтёр» во время его турне по Болгарии и Румынии в 1951 году.
В 1952 году вошёл в состав олимпийской сборной СССР, но в финальном турнире на поле так и не вышел.
Состоял в КПСС. Был членом ЦК Компартии Испании и принимал участие в подпольной работе после возвращения на родину в октябре 1956 года.
С 1957 года предпринимал попытки играть в испанских клубах, но из-за принадлежности к левым взглядам получал отказы. Затем начал работать тренером с командами 3-й испанской лиги. Пытался получить диплом тренера для работы с командами 1-й и 2-й лиг, но итоговый экзамен ему также не позволили сдать.
Спустя некоторое время вместе с братом Рамоном устроился на завод дизельных моторов в Сан-Себастьяне. Еще через несколько месяцев снова начал работать тренером футбольных команд 3-й группы — сначала в Толосе, потом в Ируне.
На родине неоднократно подвергался репрессиям со стороны испанских властей. 8 февраля 1960 года был арестован по обвинению в «прокоммунистической деятельности», несколько месяцев провел в тюрьмах Испании. Брат Рамон также был арестован и через несколько месяцев был выдворен обратно в СССР.
Выполнял задания советской разведки в Латинской Америке.
Умер в Москве от неизлечимой болезни, похоронен на 4-м участке Донского кладбища.

### Семья
Был женат, жена Пиляр Уррако по профессии врач. Брат Рамон, проживал в Москве.

## Достижения
- Бронзовый призёр чемпионата СССР 1953
- Обладатель Кубка СССР 1949, 1952.
- В списки лучших игроков сезона входил 5 раз — № 1 (1952), № 2 (1948 и 1951), № 3 (1949 и 1950).